# Tono vagale
La definizione di tono vagale si riferisce all'attività del nervo vago, un componente fondamentale del sistema nervoso parasimpatico che è una delle due branche del sistema nervoso autonomo. Tale ramo del sistema nervoso autonomo non è controllato in maniera cosciente dall'individuo ed è in larga parte responsabile della regolazione di numerosi distretti corporei in stato di riposo. L'attività vagale è responsabile del controllo di innumerevoli processi fisiologici di regolazione quali: riduzione della frequenza cardiaca, vasodilatazione/vasocostrizione dei vasi sanguinei, attività ormonale e di regolazione nel distretto cardiaco, polmonare, digerente.  È altresì responsabile del controllo della sensibilità gastrointestinale, motilità e infiammazione.
In questa trattazione, il concetto di tono vagale si riferisce all'effetto che il sistema parasimpatico esercita su vari distretti corporei con una modalità pressoché continua, una sorta di contributo vagale costantemente esercitato. Mentre il tono vagale di base è costante, il grado di stimolazione aggiuntiva (rispetto al tono basale) è regolato da un'azione di bilanciamento fra gli effetti dei sistemi simpatico e parasimpatico. Nonostante la sovradescritta dualità, è stato dimostrato come il tono vagale rifletta principalmente l'attivazione o disattivazione del sistema parasimpatico. Il tono vagale è tipicamente considerato nel contesto della regolazione della funzionalità cardiaca, ma è allo stesso tempo impiegato nello studio della regolazioni delle emozioni e in generale in numerosi processi che alterano, o sono alterati da variazioni dell'attività parasimpatica.
La misura del tono vagale, in aggiunta alla sua quantificazione e stima, può essere ottenuta per mezzo di tecniche invasive e non invasive. Nel primo caso, la stimolazione del nervo vago è tipicamente manuale o elettrica. La letteratura al riguardo è ridotta e riporta un numero esiguo di esperimenti o studi clinici. Nel secondo caso, tecniche di natura non invasiva sono largamente impiegate e si basano principalmente sull'analisi della frequenza cardiaca e variabilità cardiaca.

## Quantificazione non invasiva del tono vagale
Nella maggior parte dei casi, il tono vagale non è direttamente misurato con tecniche di natura invasiva. La procedura più largamente impiegata al fine della quantificazione del tono vagale consiste nello studio dei processi che sono modificati dall'azione del nervo vago, nello specifico la frequenza cardiaca e la variabilità cardiaca. In generale, è possibile affermare che un aumento del tono vagale (e quindi un'attivazione vagale) è associata a una diminuzione della frequenza cardiaca e un'aumentata variabilità cardiaca. Al contrario, in un protocollo di tilt test, la diminuzione del tono vagale è un meccanismo fisiologico è stato descritto come un indicatore indiretto del benessere cardiovascolare.

### Innervazione vagale cardiaca
La frequenza cardiaca è in larga parte controllata dall'attività delle cellule pacemaker della regione interna del cuore. Nel caso di un soggetto sano, le cellule capaci di produrre impulsi ritmici sono situate al confine fra gli atri e la vena cava chiamato nodo senoatriale. Tali cellule cardiache sono in grado di generare attività elettrica in modo autonomo. Come risultato, le cellule del nodo generano spontaneamente attività contrattile che è poi propagata per mezzo del sistema di conduzione cardiaco. Il risultato di questa generazione e propagazione di impulsi risulta in un regolare ritmo cardiaco.
In assenza di stimoli esterni, gli impulsi provenienti dal nodo senoatriale contribuiscono al mantenimento di un ritmo cardiaco regolare, nell'intervallo di 60-100 battiti al minuto (bpm). In aggiunta alla condizione sovra descritta le due branche del sistema nervoso autonomo agiscono in modo complementare, accelerando o riducendo la frequenza cardiaca rispettivamente. In questa ultima istanza, il nervo vago agisce sul nodo senoatriale rallentando la conduttività e modulando conseguentemente il tono vagale. Questa modulazione è mediata dal neurotrasmettitore aceticolina il quale modifica le correnti di ioni delle cellule cardiache.
Dato il ruolo chiave dell'azione del nervo vago nella regolazione della frequenza cardiaca, il tono vagale può essere quantificato indagando le modificazioni della variabilità cardiaca indotte da quest'ultimo. Questa metodologia non invasiva di quantificazione del tono vagale rappresenta la principale modalità grazie alla quale è possibile analizzare e quantificare l'azione del nervo vago.

### Aritmia respiratoria sinusale
L' aritmia sinusale respiratoria (RSA) è nella maggior parte dei casi una fisiologica variazione della frequenza cardiaca che caratterizza ogni ciclo cardiaco. Nello specifico, la frequenza cardiaca aumenta durante l'inspirazione e decresce durante l'espirazione. RSA fu osservata per la prima volta da Carl Ludwig ma la genesi del fenomeno e i meccanismi fisiologici alla base della stessa sono ancora oggigiorno motivo di discussione all'interno della comunità scientifica. RSA è stata descritta in soggetti umani in età infantile ed adulta. Il fenomeno è stato descritto e documentato in varie specie viventi.
Durante la fase inspiratoria la pressione intratoracica decresce a causa dalla contrazione, dei movimenti del diaframma e dell'espansione della cavità toracica. Conseguentemente, si verifica un abbassamento della pressione atriale che permette un maggiore flusso di sangue verso il cuore. Tale incremento nell'apporto di sangue attiva i barocettori che agiscono riducendo il tono vagale. Il risultato di questa cascata di eventi è l'aumento della frequenza cardiaca.
Al contrario, durante la fase espiratoria, il diaframma si rilassa, e muovendosi verso l'alto diminuisce l'estensione della cassa toracica causando un aumento della pressione intratoracica. L'effetto di un aumento della pressione ha come risultato una riduzione dell'espansione dell'atrio, un'inibizione del ritorno venoso e un'inferiore attivazione dei barocettori. In questo caso, il tono vagale non è soppresso come durante la fase dell'inspirazione e di conseguenza risulta in grado di ridurre la frequenza cardiaca.

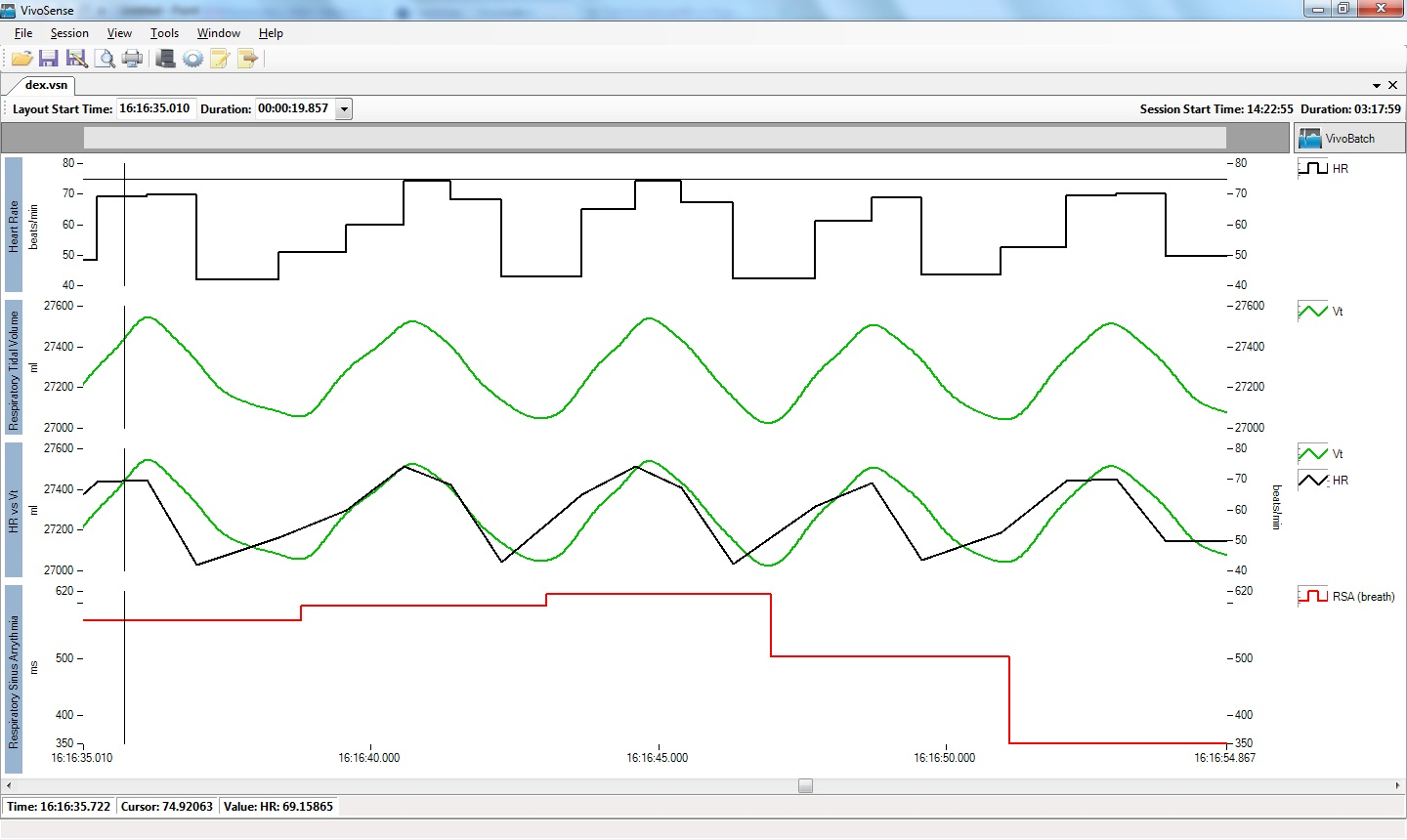
Frequenza cardiaca (HR) (prima riga), volume respiratorio (Vt) (seconda riga), Vt sovrapposto a HR (terza riga). Risulta chiaramente visibile la modulazione dell'HR: aumento durante inspirazione e diminuzione durante espirazione.

Frequenza cardiaca (HR) (prima riga), signale ECG (ECG) (seconda riga) e segnale respiratorio (respiration) (terza riga) di una registrazione di durata 15 secondi in un soggetto neonato. Le oscillazioni della frequenza cardiaca sono sincrone con il segnale respiratorio.

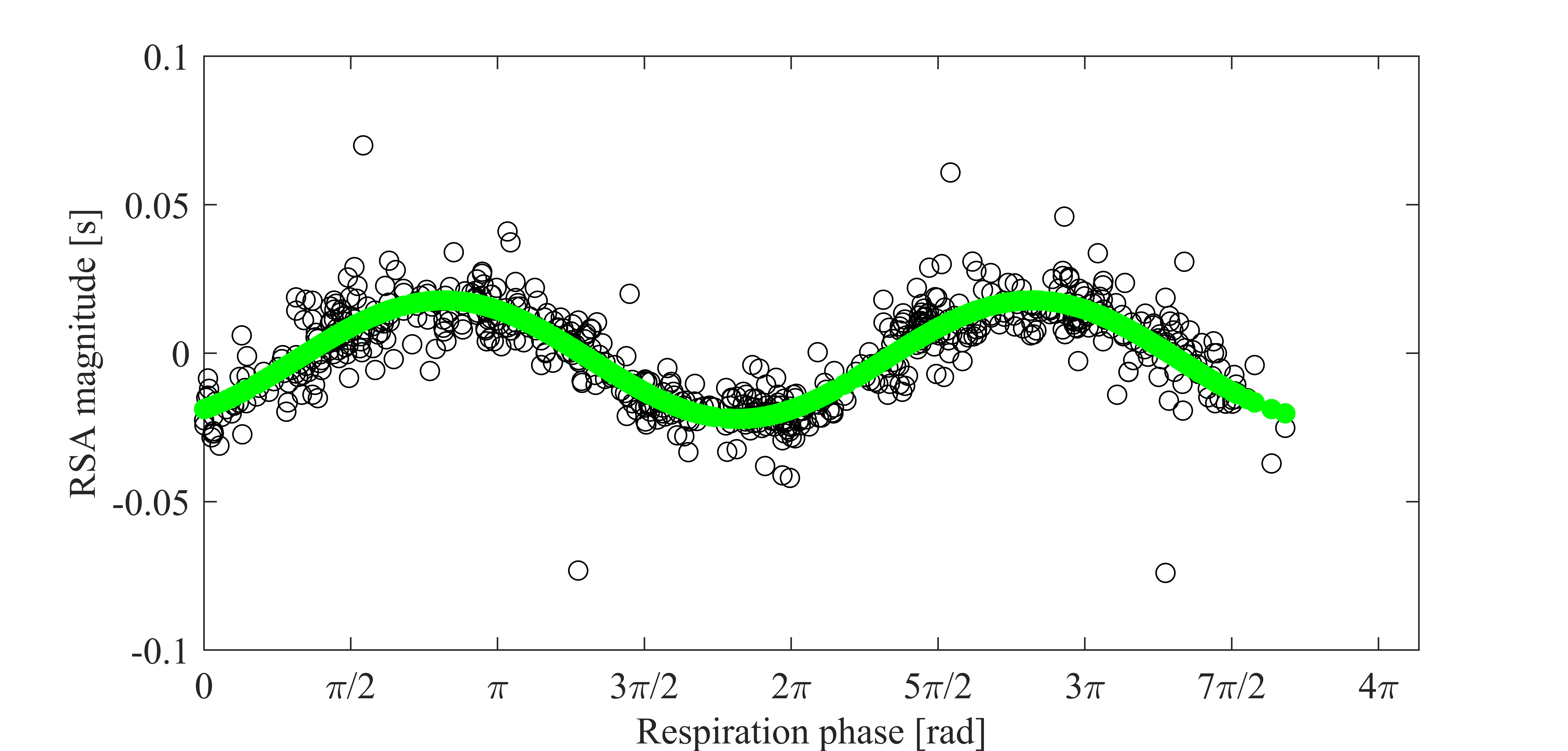
Calcolo del parametro RSA con un approccio multivariato basato su un'analisi congiunta di segnali ECG e respiratorio. La linea verde mostra le variazioni della frequenza cardiaca mediate su vari cicli respiratori. È chiaramente visibile il trend di aumento e diminuzione della frequenza cardiaca caratteristico del fenomeno RSA.

#### RSA come stimatore del tono vagale
Come descritto in precedenza, è oggigiorno largamente dimostrato come le due branche del sistema nervoso autonomo si influenzino reciprocamente ed indipendentemente. Al fine di quantificare questi differenti contributi, nel tempo sono stati sviluppati un numero consistente di indici. Negli ultimi anni, sono stati pubblicati numerosi studi volti a dimostrare come RSA possa rappresentare uno strumento affidabile per indagare il tono vagale con una modalità non invasiva. I risultati comprendono principalmente l'ambito fisiologico e comportamentale e la loro validati per mezzo di studi clinici.  Il principale vantaggio della quantificazione del tono vagale per mezzo di RSA risiede nella possibile di calcolare tale indice da una singola registrazione del segnale elettrocardiogramma (ECG) recording. A seguito di questa modalità di indagine si sono affiancati altresì numerosi approcci multivariati che non considerano solo il segnale ECG ma l'interazione fra quest'ultimo ed il segnale respiratorio.
Contrariamente alle teorie sovra descritte, la quantificazione del tono vagale utilizzando RSA è stato contestato da vari autori.  È stato discusso come RSA sia inequivocabilmente correlata al controllo vagale ma allora stesso tempo sia originata da due differenti meccanismi: un contributo tonico ed un contributo fasico. Questi meccanismi mostrano differenti dinamiche ed origini cosicché risulta fondamentale quantificare i differenti contributi che contribuiscono alla generazione del fenomeno RSA.  È stato inoltre osservato come le componenti tonica e fasica non siano del tutto indipendenti una dall'altra.
Nonostante le attuali limitazioni nella quantificazione dell'aritmia respiratoria sinusale, questa ultima è considerato uno strumento affidabile per la quantificazione dell'attività vagale cardiaca e di conseguenza uno stimatore del tono vagale.

#### Risultati di studi biologici
La più accreditata ipotesi in grado di descrivere le motivazioni della correlazione fra RSA e tono vagale descrive l'aritmia sinusale respiratoria come una modalità di riposo intrinseca del sistema cardiopolmonare. La teoria suggerisce come negli animali e negli usa RSA possa contribuire ad un risparmio energico per entrambi il sistema cardiaco e respiratorio riducendo la frequenza cardiaca e conseguentemente il numero di battiti per ciclo respiratorio. Un'ulteriore ipotesi a supporto è il meccanismo di risparmio energetico durante i cicli di riperfusione.
Nell'ambito delle ricerca riguardanti la fisiologia, RSA aumenta in soggetti in stato di riposo e decresce in soggetti in stato di stress o tensione.  RSA aumenta in posizione supina e decresce in posizione prona. RSA è in media maggiormente pronunciata durante il giorno rispetto alla notte. Un'applicazione in cui è stata largamente utilizzata è la quantificazione della diminuzione del tono vagale durante il tilt test.
Come considerazione generale, il fenomeno di RSA decresce all'aumentare dell'età: è maggiormente pronunciata in neonati e bambini mentre la sua entità tende a scomparire gradualmente in età adulta. È stato inoltre osservato che in adulti con eccellente salute cardiovascolare, come sportivi agonisti, RSA è maggiormente pronunciata e allo stesso modo maggiormente pronunciate il tono vagale di base. Al contrario RSA è soppressa in soggetti diabetici e con disturbi cardiovascolari.

#### Risultati di studi psicologici e comportamentali
La grande maggioranza delle ricerche in ambito psicologico (studi comportamentali, studi sulle interazioni sociali e psicologia umana) sono focalizzati nell'ambito neonatale o della prima infanzia. La motivazione risiede nello studio dello sviluppo neonatale per mezzo di metodologie quantitative ed affidabili. I ricercatori hanno focalizzato la loro attenzione nella detezione del tono vagale di base, trattando quest'ultimo come un potenziale indice predittivo del comportamento o cercando di esaminarne la relazione con lo stato di salute mentale nel caso di patologie quali ansia ed altri disturbi del comportamento.
La teoria Polyvagal di Porges fornisce il più influente ed accreditato modello capace di descrivere le differenze fra il tono vagale di base e la cosiddetta reattività vagale che consiste nell'aumento o diminuzione del tono vagale come risposta ad un determinato stimolo esterno. Il modello descrive il tono vagale come una misura differenziale fra il contributo vagale di base e la corrispondente variazione indotta da un'azione che richiede un contributo attivo da parte del soggetto. La teoria Polyvagal definisce una regolazione vagale come soddisfacente quando quest'ultima è accompagnata da una soppressione della RSA che a sua volta è collegata ad un aumento del metabolismo ed un aumento della frequenza cardiaca.
Nonostante l'ipotizzato legame fra riduzione del tono vagale e studi riguardanti il comportamento ed le interazioni sociali (come ampiamente descritto dalla teoria di Porges), i ricercatori si sono principalmente focalizzati sull'analisi del tono vagale di base. Esempi sono i risultati riportanti una ridotta RSA di base in infanti diagnosticati con autismo rispetto a soggetti sani. Ricerche dimostrano come bambini maggiormente legati alle proprie madri mostrano maggiore reattività agli stimoli, minore inibizione nelle relazioni e maggiore tono vagale di base, come conferma dell'effetto di regolazione attuato dal nervo vago. Anche in questo ultimo caso, la stima dell'attività vagale per mezzo di RSA si è dimostrato un affidabile predittore in ambito psicologico e di dinamica delle interazioni.

### Ulteriori parametri estratti dalla variabilità cardiaca
La stima del tono vagale basata sulla variabilità della frequenza cardiaca è quantificabile da numerosi altri parametri rispetto all'uso della sola RSA. Esempi sono l'uso degli indici di variabilità battito-battito quali RMSSD come riportato dalla The Task Force of the European Society of Cardiology and Heart Rhythm Society. L'analisi in frequenza della variabilità cardiaca nell'intervallo di frequenze 0.15-0.4 Hz è stata descritta come capace di quantificare il tono vagale. Nello specifico contesto della risposta vagale nei protocolli di tilt, l'indice di variabilità RMSSD ha dimostrato una significativa diminuzione a seguito della manovra come riportato da Myers. Un ulteriore metodo utilizzato per la quantificazione del tono vagale è rappresentato dal calcolo della potenza associata alle alte frequenze nello spettro della variabilità cardiaca. Un esempio di implementazione di quest'ultima metodologia è descritta dalla variazione della bilancia simpato-vagale durante la pratica di ipnosi. Risultati mostrano come l'ipnosi sia in grado di modificare la variabilità cardiaca, modificando la l'interazione fra sistema simpatico e vagale. Nello specifico è osservabile un aumento del tono vagale a discapito dell'azione del sistema simpatico.